# Obraz Smętnej Dobrodziejki Krakowa
Obraz Matki Boskiej Bolesnej w Krakowie, zwany także obrazem „Smętnej Dobrodziejki Krakowa” – późnogotycki obraz znajdujący się w kaplicy Matki Bożej Bolesnej przy kościele Franciszkanów na Starym Mieście w Krakowie.

## Dzieje
Ołtarz Matki Boskiej Bolesnej ma metrykę sięgającą roku 1462 (zapis o mszach ad altare Dolorosae), a mieszcząca się w północnym skrzydle krużganku klasztoru Franciszkanów kaplica Matki Boskiej Bolesnej została wzniesiona przed rokiem 1436. Obraz Matki Boskiej Bolesnej został namalowany około 1510 roku. Zapewne w 1585 roku został odnowiony. W 1636 roku wzmiankowany pierwszy raz w ramach wizytacji, w tym samym roku otrzymał sukienkę ozdobioną kamieniami szlachetnymi. Obraz był kilkakrotnie restaurowany: w 1895 roku przez Bronisława Abramowicza, w 1947 roku przez Mariana Słoneckiego oraz ostatnio w latach 1998–1999. 
Obraz od stuleci otoczony jest czcią i kultem wiernych; wiąże się z nim tradycja ułaskawiania skazanych na śmierć złoczyńców. 20 września 1908 roku kardynał Jan Duklan Puzyna udekorował obraz koroną papieską, wzorowaną na andegaweńskiej koronie św. Jadwigi Królowej.

## Wygląd
Obraz jest namalowany techniką tempery (z zastosowaniem złotej folii) na desce. Jego wymiary wynoszą 260 × 147 cm. Przedstawia on Marię w typie Mater Dolorosa. Ukazana została ona w geście modlitewnym, jej twarz wyraża uczucie głębokiego bólu i współcierpienia z Chrystusem (co jest zgodne z kontekstem, mimo jego nieobecności na obrazie). Poświadcza to nie tylko ekspresyjna poza, ale także detale: zaczerwienione, zmęczone oczy, łzy na policzkach, grymas ust. Cierpienie podkreślone jest także przez miecz przeszywający serce Maryi. Głowę ma okrytą białym maforionem i podwiką. Odziana jest w ciemnoczerwoną suknię, ciemnobłękitny płaszcz z zielonkawą podszewką i złocistym, ozdobnym obszyciem. Matka Boska stoi na zielonym runie. Asystują jej cztery anioły odziane w długie alby; w rękach trzymają arma Christi. Tło tworzy wygrawerowany deseń z motywem winnej latorośli.

## Analiza
Obraz Matki Bolesnej został namalowany w duchu późnogotyckiego realizmu, powszechnego w sztukach plastycznych od XV wieku. Kompozycja według większości badaczy powstała pod wpływem dzieł górnonadreńskiego grafika – Mistrza E.S. Jedna z rycin jego autorstwa ukazuje cztery anioły z arma Christi asystujące Chrystusowi w typie Vir Dolorum. Inspiracje płynęły także z Niderlandów oraz z Małopolski. Przykładem jest obraz w kościele w Olbierzowicach (obecnie w Muzeum Narodowym w Warszawie) z przedstawieniem Vir Dolorum i Mater Dolorosa. Dyskusyjna jest kwestia autorstwa krakowskiego obrazu – atrybucje są rozbieżne. Badacze jako autorów franciszkańskiego wizerunku wskazywali anonimowych malarzy, takich jak Mistrz Jerzy (według Tadeusza Dobrowolskiego, Michała Walickiego i Tadeusza Dobrzenieckiego) i Mistrz Zwiastowania z Jodłownika (według Jerzego Gadomskiego).
Być może obraz był fragmentem większego, nieistniejącego retabulum ołtarzowego, np. dyptyku przedstawiającego Maryję stojącą pod krzyżem lub tryptyku z Matką Bożą z jednej i św. Janem Ewangelistą z drugiej strony krzyża. Na tę ostatnią hipotezę wskazuje ustawienie postaci Marii, skierowanej ku lewej stronie. 
Górna krawędź obrazu jest zamknięta łukiem odcinkowym, co jest efektem późniejszego przycięcia.